# Парквеј Вилиџ (Кентаки)
Парквеј Вилиџ (енгл. Parkway Village) град је у америчкој савезној држави Кентаки.

## Демографија
По попису из 2010. године број становника је 650, што је 65 (-9,1%) становника мање него 2000. године.
| Група             | 2000.       | 2010.       |
| Белци             | 673 (94,1%) | 589 (90,6%) |
| Афроамериканци    | 23 (3,2%)   | 16 (2,5%)   |
| Азијати           | 1 (0,1%)    | 8 (1,2%)    |
| Хиспаноамериканци | 16 (2,2%)   | 24 (3,7%)   |
| Укупно            | 715         | 650         |